# یوی شیمامورا
یوی شیمامورا (انگلیسی: Yū Shimamura; ۱۸ آوریل ۱۹۸۵ – ) صداپیشه، و بازیگر اهل ژاپن بود. وی از سال ۲۰۰۵ میلادی تاکنون مشغول فعالیت بوده‌است.